# Meristacrum asterospermum
Meristacrum asterospermum är en svampart som beskrevs av Drechsler 1940. Meristacrum asterospermum ingår i släktet Meristacrum och familjen Meristacraceae.   Inga underarter finns listade i Catalogue of Life.